# 海門承朝
海門承朝（かいもんじょうちょう、文中3年/応安7年（1374年）以前 - 嘉吉3年5月9日（1443年6月6日））は、南北朝時代から室町時代にかけての南朝の皇族・禅僧。長慶天皇の皇子だが、母は不詳である。諱（俗名）は憲明。道号は海門、法諱は承朝。伊川・百拙翁とも号した。相国寺30世・南禅寺133世。
元中9年/明徳3年（1392年）の南北朝合一後に落飾し、臨済宗夢窓派に属する。嵯峨慈済院に籍を置いて、空谷明応（常光国師）に師事した他、絶海中津より外学を受け、その弟子鄂隠慧奯とも親交があった。宝幢寺住持を経て、応永30年（1423年）9月から翌31年（1424年）4月まで相国寺住持、同31年（1424年）頃から永享6年（1434年）頃まで同寺常徳院主、永享3年（1431年）2月から翌4年（1432年）頃まで南禅寺住持、同8年（1436年）頃には天竜寺雲居庵主を務めていた。永享11年（1439年）10月南禅寺住持に再任され、嘉吉2年（1442年）相国寺鹿苑院院主に移って僧録を司るが、翌嘉吉3年（1443年）5月9日朝に鹿苑院を出て嵯峨慶寿院へ向かい、夜半示寂したという。享年70余。『建内記』の記主万里小路時房は承朝の才能を惜しんで、「天性利根、名望無比、匪直也人」と賞賛している。文安6年（1449年）2月21日、後花園天皇より宝智円明禅師と追諡された。法嗣に錦江景文などがいる。相当の学識を有し、『林間録抄』の撰述も行ったらしいが、現在は散佚している。
応永年間中は、父天皇の遺命に従って観心寺座主を補任したり、父の菩提を弔って慶寿院を開創したりするなど、南朝皇胤としての活動が目に付くが、五山で重きをなすと同時に室町幕府との関係を深めたと見られ、例えば、正長元年（1428年）足利義持の室・日野栄子の落飾に際して戒師を務めたことや、永享6年（1434年）将軍足利義教が打ち出した南朝皇胤断絶策に則って小倉宮聖承の戒師を務め、通蔵主（護聖院宮世明の子）を弟子としていることはその証左であろう。
墓所は、京都市右京区嵯峨天竜寺角倉町の長慶天皇陵の域内に「承朝王墓」として治定されているが、これは昭和19年（1944年）当地が慶寿院跡であることを考慮して整備されたものに過ぎず、本来の葬地についてはなお不詳である。長慶天皇#陵・霊廟・遺物も参照のこと。